# Andreaea planinervia
Andreaea planinervia är en bladmossart som beskrevs av Lindberg och Georg Roth 1911. Andreaea planinervia ingår i släktet sotmossor, och familjen Andreaeaceae. Inga underarter finns listade i Catalogue of Life.